# Ваксенвіль
Ваксенві́ль (фр. Vaxainville) — муніципалітет у Франції, у регіоні Гранд-Ест, департамент Мерт і Мозель. Населення — 86 осіб (01.01.2021).
Муніципалітет розташований на відстані близько 330 км на схід від Парижа, 80 км на південний схід від Меца, 50 км на південний схід від Нансі.

## Історія
До 2015 року муніципалітет перебував у складі регіону Лотарингія. Від 1 січня 2016 року належить до нового об'єднаного регіону Гранд-Ест.

## Демографія
Динаміка населення (INSEE ):
Розподіл населення за віком та статтю (2006):
| Стать | Всього | До 15 років | 15-24 | 25-44 | 45-64 | 65-85 | Понад 85 |
| --- | ------ | ----------- | ----- | ----- | ----- | ----- | -------- |
| Чоловіки | 48     | 16          | 8     | 8     | 12    | 4     | 0        |
| Жінки | 44     | 0           | 16    | 8     | 12    | 8     | 0        |
| \| Статево-вікова піраміда \| Статево-вікова піраміда \| Статево-вікова піраміда \| \| ----------------------- \| ----------------------- \| ----------------------- \| \| Чоловіки \| Вік \| Жінки \| \| 0 \| 85 + \| 0 \| \| 0 \| 80-84 \| 4 \| \| 0 \| 75-79 \| 0 \| \| 4 \| 70-74 \| 4 \| \| 0 \| 65-69 \| 0 \| \| 0 \| 60-64 \| 0 \| \| 4 \| 55-59 \| 4 \| \| 8 \| 50-54 \| 4 \| \| 0 \| 45-49 \| 4 \| \| 4 \| 40-44 \| 0 \| \| 0 \| 35-39 \| 4 \| \| 0 \| 30-34 \| 0 \| \| 4 \| 25-29 \| 4 \| \| 8 \| 20-24 \| 8 \| \| 0 \| 15-20 \| 8 \| \| 4 \| 10-14 \| 0 \| \| 0 \| 5-9 \| 0 \| \| 12 \| 0-4 \| 0 \| |        |             |       |       |       |       |          |
| Статево-вікова піраміда |        |             |       |       |       |       |          |
| Чоловіки | Вік    | Жінки       |       |       |       |       |          |
| 0 | 85 +   | 0           |       |       |       |       |          |
| 0 | 80-84  | 4           |       |       |       |       |          |
| 0 | 75-79  | 0           |       |       |       |       |          |
| 4 | 70-74  | 4           |       |       |       |       |          |
| 0 | 65-69  | 0           |       |       |       |       |          |
| 0 | 60-64  | 0           |       |       |       |       |          |
| 4 | 55-59  | 4           |       |       |       |       |          |
| 8 | 50-54  | 4           |       |       |       |       |          |
| 0 | 45-49  | 4           |       |       |       |       |          |
| 4 | 40-44  | 0           |       |       |       |       |          |
| 0 | 35-39  | 4           |       |       |       |       |          |
| 0 | 30-34  | 0           |       |       |       |       |          |
| 4 | 25-29  | 4           |       |       |       |       |          |
| 8 | 20-24  | 8           |       |       |       |       |          |
| 0 | 15-20  | 8           |       |       |       |       |          |
| 4 | 10-14  | 0           |       |       |       |       |          |
| 0 | 5-9    | 0           |       |       |       |       |          |
| 12 | 0-4    | 0           |       |       |       |       |          |

### Клімат
У 2010 році клімат у цій комуні класифікується як клімат гірських схилів, згідно з дослідженням Національного центру наукових досліджень, яке базується на серії даних за період 1971–2000 років. У 2020 році Météo-France опублікувала типологію кліматів материкової Франції, згідно з якою комуна підпадає під напівконтинентальний клімат і належить до кліматичного регіону Вогези, що характеризується дуже високою кількістю опадів (1 500–2 000 мм/рік) у всі сезони та суворою зимою (температура нижче 1 °C).  
За період 1971–2000 років середня річна температура становила 9,7 °C, із річною амплітудою температур 17,2 °C. Середньорічна кількість опадів склала 967 мм, із 12,5 днями опадів у січні та 10 днями в липні. За період 1991–2020 років середня річна температура, зафіксована на найближчій метеорологічній станції Météo-France «Сен-Моріс», розташованій у комуні Сен-Моріс-о-Форж за 7 км у прямій лінії, становила 10,5 °C, а середньорічна кількість опадів — 837,4 мм. Максимальна температура, зафіксована на цій станції, становила 39,2 °C (25 липня 2019 року), а мінімальна — −19,9 °C (1 березня 2005 року).  
Кліматичні параметри комуни були оцінені для середини століття (2041–2070 роки) відповідно до різних сценаріїв викидів парникових газів на основі нових кліматичних проєкцій DRIAS-2020. Ці дані доступні на спеціалізованому сайті, опублікованому Météo-France у листопаді 2022 року.  

## Економіка
2010 року серед 48 осіб працездатного віку (15—64 років) 36 були активними, 12 — неактивними (показник активності 75,0%, у 1999 році було 60,9%). З 36 активних мешканців працювали 32 особи (19 чоловіків та 13 жінок), безробітними було 4 (1 чоловік та 3 жінки). Серед 12 неактивних 3 особи були учнями чи студентами, 4 — пенсіонерами, 5 були неактивними з інших причин.